# 江南图书馆
江南图书馆位于清凉山下，南京市鼓楼区龙蟠里9号，原为惜阴书院，现为南京图书馆古籍部。

## 历史
惜阴书院由两江总督陶澍于1838年建立，以《晋书·陶侃传》中“大禹圣者，乃惜寸阴”为名。书院教授经、史、诗、赋，不讲八股文。学生无衣食补贴，但有奖金，每月考试一次，超等第一至第十名获银2-4两不等，十名外1两，特等5钱。书院山长为薛时雨，教师有李联琇、俞正燮、胡培翚、冯桂芬等。咸丰年间毁于战火，1866年重建，1902年增葺，于该书院开办上元学堂。
1907年，两江总督端方决定在惜阴书院校址创办江南图书馆，缪荃孙出任总办。1908年，兴建藏书楼两进两楼44间及附属建筑，总建筑面积2018平方米，1909年竣工。1910年8月，江南图书馆正式开放，为中国第一所公共图书馆。1912年2月，改名江南图书局，由辛汉接管负责。1913年7月2日，改名江苏省立图书馆，卢殿虎兼任馆长。1919年，改名江苏省立第一图书馆。1927年9月20日，改名第四中山大学国学图书馆。1928年2月，改名江苏大学图书馆，5月又改名中央大学区立国学图书馆，6月17日将将藏书楼命名为陶风楼，以纪念陶侃、陶澍、端方、缪荃孙。1929年10月4日，改称江苏省立国学图书馆，柳詒任馆长。日军侵占时期，先改馆名为南京市国学图书馆，1940年又改为教育部国学图书馆，并迁至国府路282号（今长江路257号），1941年夏改名国立中央图书馆。抗日战争胜利后，柳诒徵追寻藏书，收回馆舍。1952年，国学图书馆和原中央图书馆合并为現在的南京图书馆。1963年翻修陶风楼。1992年列为南京市文物保护单位。
鲁迅、顾颉刚、蔡尚思、胡适之、蔡元培、黄宾虹、徐悲鸿等都曾在此住馆阅览。